# Bubalornis
A Bubalornis a madarak osztályának verébalakúak (Passeriformes) rendjébe és a szövőmadárfélék (Ploceidae) családjába tartozó nem.

## Rendszerezésük
A nemet Andrew Smith írta le 1836-ban, az alábbi 2 faj tartozik ide:
- fehércsőrű bivalymadár (Bubalornis albirostris)
- vöröscsőrű bivalymadár (Bubalornis niger)

## Előfordulásuk
Afrikában, a Szahara alatti területeken honosak. Természetes élőhelyeik a szubtrópusi vagy trópusi száraz cserjések és szavannák. Állandó, nem vonuló fajok.

## Megjelenésük
Testhosszuk 22- 23 centiméter körüliek.

## Életmódjuk
Elsősorban magvakkal, gyümölcsökkel és rovarokkal táplálkoznak.